# Hagen am Teutoburger Wald
Hagen am Teutoburger Wald es un municipio situado en el distrito de Osnabrück, en el estado federado de Baja Sajonia (Alemania), con una población a finales de 2016 era de unos 13 483 habitantes.
Se encuentra ubicado a poca distancia de la frontera con el estado de Renania del Norte-Westfalia.